# 富山県総合教育センター
富山県総合教育センター（とやまけんそうごうきょういくセンター、英称：Toyama Pref. General Education Center）は、富山県が設置する教育に関する研究及び教育関係職員の研修等を行う機関である。

## 概要
富山県総合教育センターは富山県における教育の充実及び向上を図るため、1982年前身の富山県教育研究所、富山県科学教育センター、富山県情報処理教育センターを廃止して設置された。

## 事業
事業内容は下記の通りである。
1. 教育に関する専門的、技術的事項の調査研究に関すること
2. 教育関係職員の研修に関すること
3. 教育相談に関すること
4. 教育に関する資料の収集及び提供に関すること
5. 生徒の実習に関すること
6. 県立学校の事務の支援に関すること
7. その他教育の充実及び向上に関すること

## 沿革
- 1943年（昭和18年） 富山県練成所開所
- 1946年（昭和21年） 富山県練成所を改め富山県科学教育研究所開所
- 1949年（昭和24年） 富山県科学教育研究所を改め富山県教育研究所開所
- 1961年（昭和36年） 富山県理科教育センター開所
- 1967年（昭和42年） 富山県商業教育センター開所
- 1970年（昭和45年） 富山県理科教育センターを改め富山県科学教育センター開所
- 1974年（昭和49年） 富山県商業教育センターを改め富山県情報処理教育センター開所
- 1982年（昭和57年）4月 富山県教育研究所、富山県科学教育センター、富山県情報処理教育センターを廃止し、富山県総合教育センターを設置

## 組織
- 企画調整部
  - 総務支援課
  - 企画課
- 教育研修部
- 科学情報部
- 教育相談部

## 交通アクセス
- 富山地方鉄道富山軌道線富山トヨペット本社前（五福末広町）停留場より約800ｍ